# Fjällviva
Fjällviva (Primula scandinavica) är en perenn växt i vivesläktet. Den är fridlyst i Sverige och i hotkategorin EN (starkt hotad) i IUCN:s rödlistning i Sverige. Den ingår i EU:s habitatdirektiv och Natura 2000.

## Utbredning
Fjällviva är endemisk och finns bara i norra Skanderna. I Dalarna och anses den vara försvunnen men har hittats i Härjedalen 2013 och i Jämtland är den senaste fynduppgiften från 2003. 

## Utseende och ekologi
Fjällvivan blir 4–15 centimeter hög och växer på öppen, frisk och kalkrik mark i fjällens subalpina och lågalpina regioner. Arten finns nedanför trädgränsen eller strax ovanför. Den påträffas på vittringsgrus, klippor, fuktängar och fjällsipphedar, samt vid bäckkanter och vägrenar.
Blomningen sker i juni–juli och blommorna blir violetta med gul mitt. Blommorna är homostyla (har lika långa ståndare och pistiller), har 5–12 millimeter breda kronor och sitter i glesa flockar om två till åtta blommor på en späd stjälk. Kronan är skålformad och har grunt urnupna flikar. Foderflikarna är av halva blommans längd och fodret saknar åsar.
Bladen, som sitter i en basal rosett, är trubbiga, smalt lansettlika och mjöliga på undersidan.
Fröna sprids främst med snödrev, kortare avstånd med vinden. Uppskattningsvis är spridningsavståndet 100 meter. Fjällvivan gynnas av ett måttligt renbete, men ett för högt betestryck tillsammans med ökad fjällturism kan vara en bidragande orsak till dess tillbakagång.

Fjällvivan är nära besläktad med arten P. scotica som finns i Skottland.

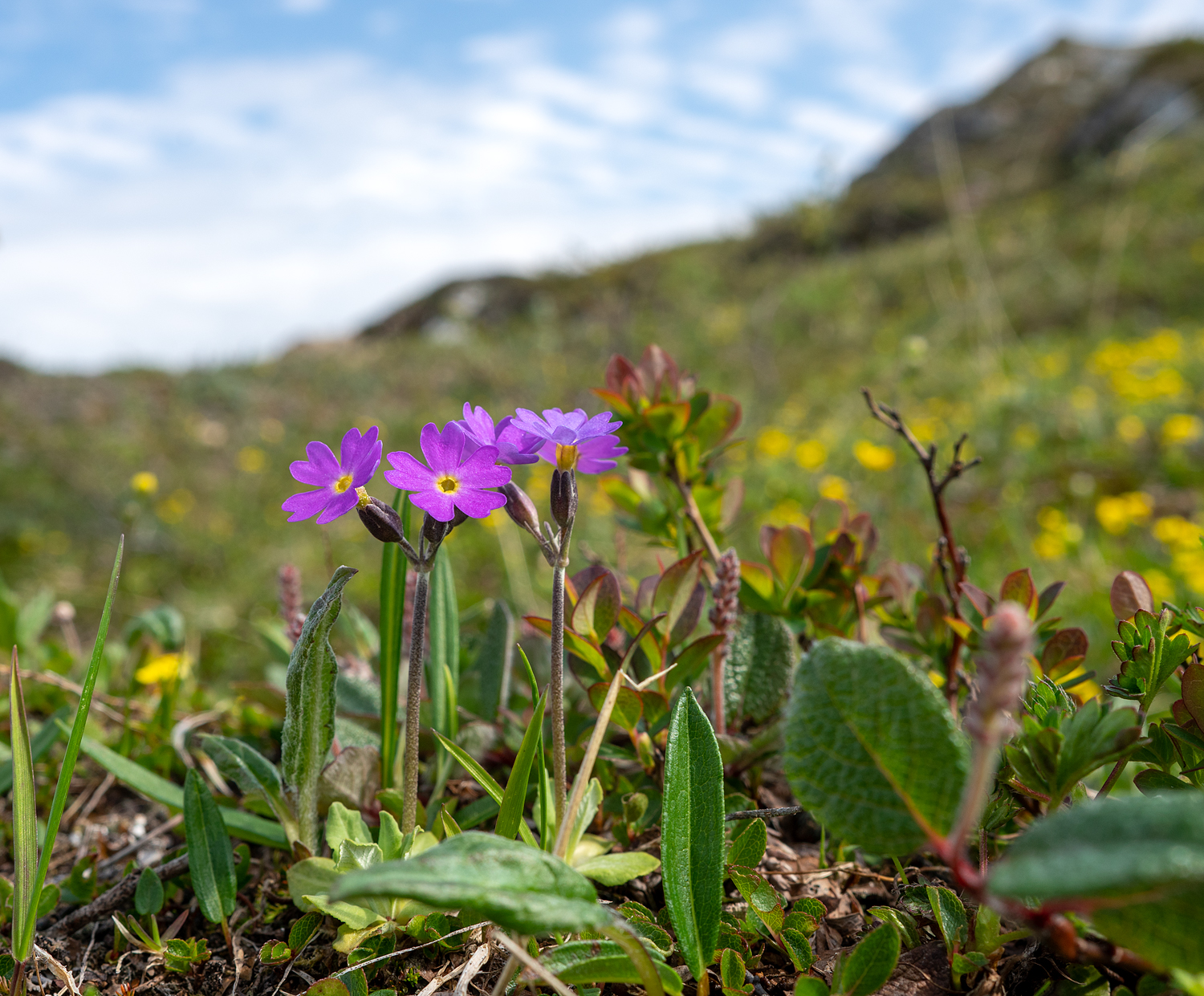
Fjällvivor vid Oarjep Slahpetjåhkkå i Padjelanta nationalpark.
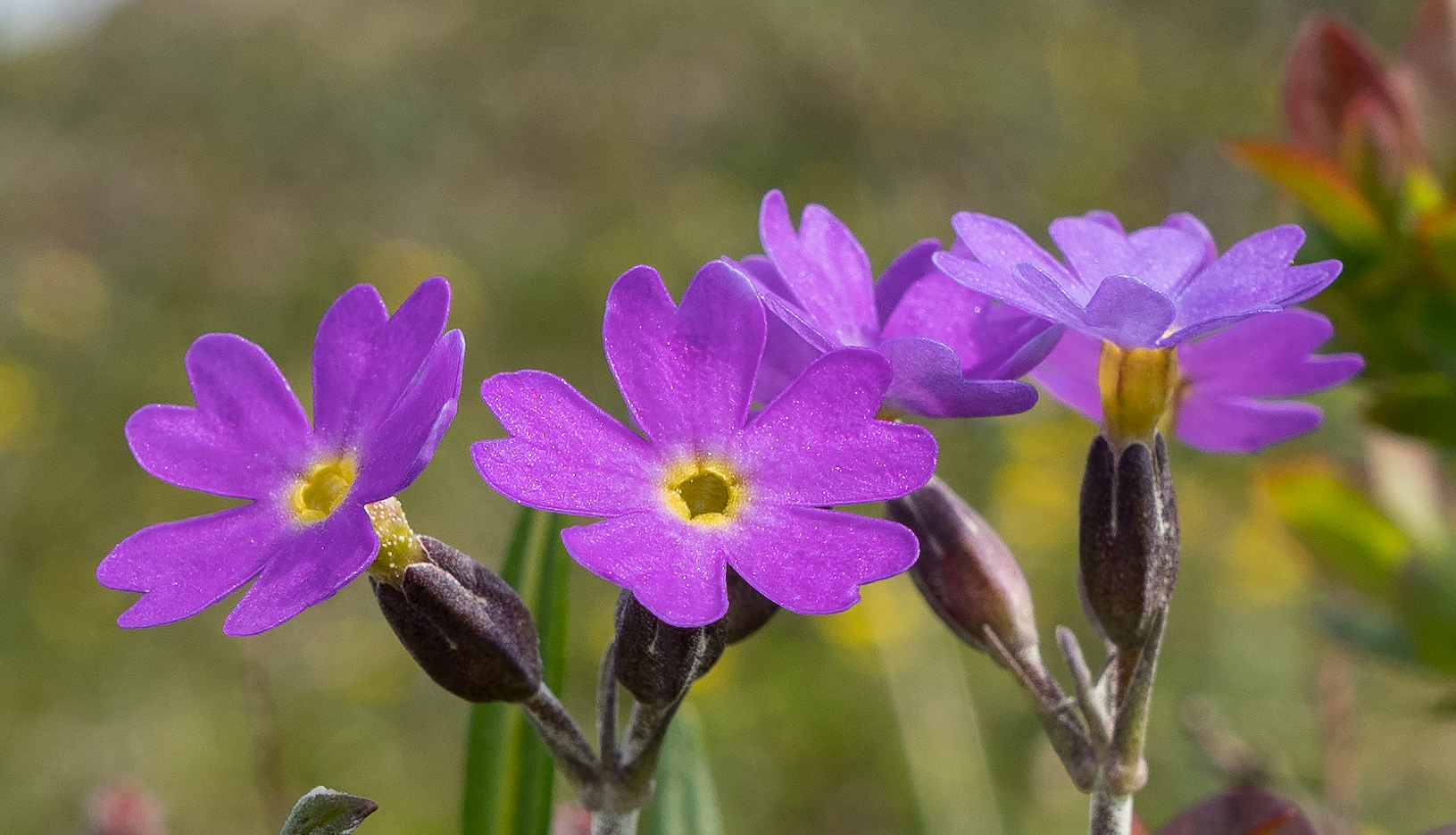
Fjällvivor, närbild.